# وادي الباب (كعيدنة)

تعديل مصدري - تعديل

وادي الباب هي إحدى قرى عزلة الغربي بمديرية كعيدنة التابعة لمحافظة حجة، بلغ تعداد سكانها 81 نسمة حسب تعداد اليمن لعام 2004.